# Deschampsia chinensis
Deschampsia chinensis är en gräsart som beskrevs av Yoshitaka Yabe. Deschampsia chinensis ingår i släktet tåtlar, och familjen gräs. Inga underarter finns listade i Catalogue of Life.